# Manuel Schmitt (Regisseur, 1980)

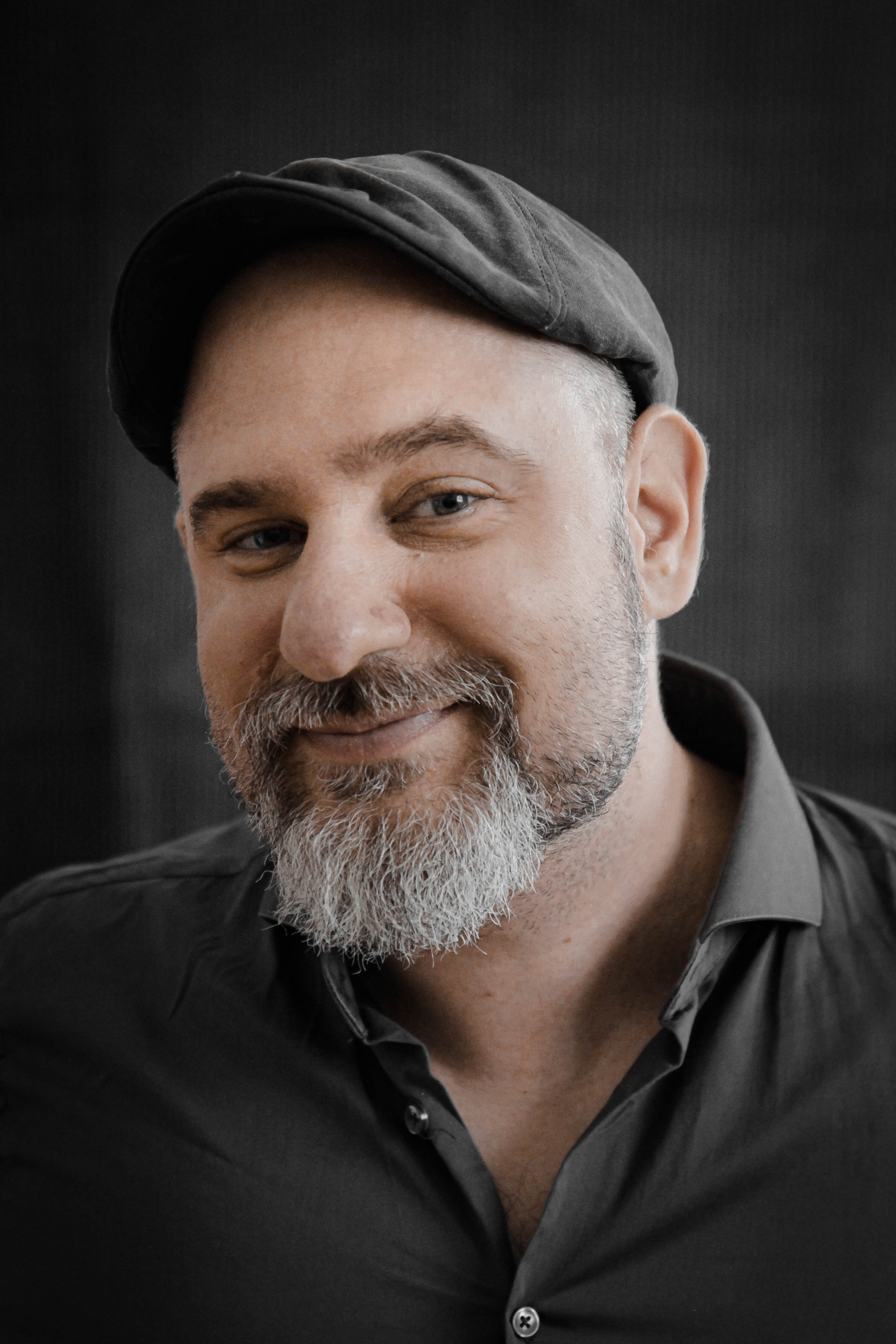
Manuel Schmitt (SgtRumpel) 2023

Manuel Schmitt (* 10. September 1980 in München) ist ein deutscher Regisseur, Drehbuchautor, Programmierer, Spieleentwickler, Komponist, Blogger, Hörspielsprecher, Autor und Webvideoproduzent. Daneben ist er Unternehmer und Betreiber von Websites von diversen von ihm ins Leben gerufenen Projekten.
Von 2012 bis 2018 war er auf der Plattform YouTube als Let’s Player aktiv und veröffentlichte unter dem Namen SgtRumpel Videos. Ab Juli 2014 verfasste er ein- bis zweimal die Woche Livestreams auf der Plattform Twitch, wovon er im August 2018 Abstand nahm. In der Öffentlichkeit tritt Schmitt überwiegend mit seinem Pseudonym SgtRumpel in Erscheinung.

## Leben
Der gebürtige Münchner verbrachte den Großteil seiner Kindheit in Valencia in Spanien, kehrte aber vor seinem Abitur nach Deutschland zurück. Schmitt besuchte von 2001 bis 2008 die Kunsthochschule für Medien in Köln, Bereich Film und Fernsehen, die er mit dem Diplom A.V. für Medien verließ. Von 2000 bis 2002 arbeitete er parallel zu seinem Studium bei der Neokolor und war dort im Computerspielbereich tätig. 2002 machte er ein Praktikum in der Redaktion von VIVA. Für den Kurzfilm In die Ferne schreiben komponierte Schmitt die Musik. 2006 war er als Regisseur, Kameramann und Komponist für den für Arte und 3sat produzierten Kurzfilm Living Legacy verantwortlich. 2006 produzierte er das Musikvideo zur Single Counterweight von der deutschen Metalcore-Band Heaven Shall Burn. Für die deutsch-armenische Sängerin Meri Voskanian produzierte Schmitt das Musikvideo zu Was Dir fehlt ist ein Herz. Im Episoden-Fernsehfilm Code 21 führte er für das Kapitel Trieb die Regie und verfasste das Drehbuch. 2008 war er für den Schnitt des Animationsfilms Und wenn wir dann im Himmel sind autorisiert, für den im selben Jahr erschienenen Dokumentarfilm Agridulce war er für den Titel maßgebend. Als Regisseur und Drehbuchautor war er für den Kurzfilm Die Regierungsmaßnahme zuständig. Der Film wurde am 23. Oktober 2008 auf dem Filmfestival Internationale Hofer Filmtage uraufgeführt. 2010 folgte mit Fortbildung Elf ein weiterer Kurzfilm unter Schmitts Leitung.
Gemeinsam mit drei weiteren Selbstständigen gründete er 2002 das Unternehmen framefloor. film tv web design. Dort werden diverse Dienstleistungen im Bereich Film und Fernsehen sowie Web und Web-Design angeboten. Mittlerweile gehören bekannte Unternehmen zum Kundenstamm. 2010 rief er das Projekt Metaldemos ins Leben. Auf der Website konnten Bands, unter anderem aus der Richtung des Metal, Hardcore Punk und Industrial, kostenlos Demos von ihren Liedern hochladen, um Kritik, Feedback, aber auch Fans zu gewinnen. Aufgrund von Zeitmangel wurde das Projekt mittlerweile eingestellt. Schmitt selbst ist großer Fan dieser Musikrichtungen und ist dort in der Szene unter dem Namen Maenny ein Begriff. Er spielt unter anderem E-Gitarre.
Für diverse Computerspiele erstellte er Mods und Animationen. Für das beliebte Spiel Minecraft etwa entwickelte er den Spielmodus Turmbau zu Babel. Mit Serious Monk rief Schmitt ein eigenes Spieleentwicklungs-Arrangement ins Leben.
Schmitt ist auch Erfinder der fiktionalen Fantasiewelt Âlendia. Gemeinsam mit einer großen Community werden in sich abgeschlossene Kurzgeschichten verfasst und als Hörbuch über Amazon vertrieben. Anfangs wurden die Hörbücher auf YouTube veröffentlicht. Abgerundet wird das Projekt durch ein internes Wiki.
An dem am 6. September 2013 veröffentlichten Song Elektrotitte (5000 Volt) von den Superhomies (Gronkh und Sarazar) wirkte Schmitt als Interpret mit und war auch in dem zum Song erschienen Musikvideo zu sehen. Das Lied stieg auf Platz 17 in die deutschen Singlecharts ein.
Am 24. April 2014 stand er im Mittelpunkt einer Reportage zum Thema Wie verdient man mit YouTube Geld? der Sendung Galileo. Im Mai 2014 gründete Schmitt, zusammen mit Erik Range (Gronkh) und Valentin Rahmel (Sarazar) das Entwicklerstudio looterkings GmbH.
Am 31. Dezember 2014 veröffentlichte Schmitt gemeinsam mit der Band Circle of Alchemists unter dem Bandnamen Circle of Bequemlichkeit den Song Ode an Dich. Der Song widmet sich Schmitts Community und ist im Genre des Love Metals anzusiedeln.
Im Sommer 2015 verkündete Schmitt im Rahmen von Last Man Standing Generations, dass er an einem eigenen Computerspiel des Genres Hack and Slay arbeitet. Das Debütspiel trägt den gleichen Namen wie das Studio, Looterkings, selbst. Das Spiel wurde 2015 auf Steam Greenlight veröffentlicht und ist seit August 2016 im Early-Access-Stadium. Herausgeber ist die looterkings GmbH, die von Schmitt, Rahmel und Range geführt wurde. Am 21. Dezember 2017 erschien das Musikalbum zum Spiel, Looterkings: A Journey of Four (Original Soundtrack) unter anderem auf Amazon.com und iTunes, dessen Komponist Schmitt ist. Die looterkings GmbH wurde am 8. Februar 2021 liquidiert.
Im Januar 2016 veröffentlichte Schmitt den Roman ANJA UND BABDANI - EIN FEADEROMAN, den er gemeinsam mit seiner Community schrieb. Der Roman basiert auf von Schmitt in seiner Kindheit verfassten Textfragmenten. Am 25. Februar 2019 erschien der Roman Alendia: Legenden aus dem ersten Jahr nach dem Fall des dritten Mondes., der aus mehreren, in sich abgeschlossenen Kurzgeschichten besteht und ebenfalls teilweise von seiner Community verfasst wurde. Am 1. August 2023 erschien sein Roman Godmode. Der Videospiel-Prophet im Verlag Droemer Knaur. Am 1. Juli 2024 erschien mit Die invasive Art: Ein Science-Fiction-Thriller sein zweiter Roman im Verlag Droemer Knaur, der in naher Zukunft spielt und dem Genre Science-Fiction zuzuordnen ist.
Von 2002 bis 2023 war Schmitt in Köln wohnhaft. Seit 2024 lebt er auf Gran Canaria.

## Internetauftritt
Bekanntheit beim jüngeren Publikum erlangte Schmitt als Produzent und Regisseur des von der ProSiebenSat.1 Media auf dem Online-Videoportal MyVideo ins Leben gerufenen Livestreams Let's Play Together mit Gronkh (Erik Range) und Sarazar (Valentin Rahmel). Der Livestream erreichte regelmäßig über 65.000 Zuschauer. Wurde er anfänglich noch mit seinem Vornamen angesprochen, setzte sich später das Pseudonym SgtRumpel, bzw. Rumpel durch. Der Name entstand durch Zufall und erst mal nur spaßeshalber. Bei Partien mit Freunden im Spiel Left 4 Dead riefen von Schmitt ausgeschaltete Gegner wutentbrannt den Namen Rumpel. Ende 2014 wurde der Livestream mit Range, Rahmel und Schmitt nach 100 Folgen eingestellt und mit Fabian Siegismund und David Hain ab März 2015 fortgesetzt.
Am 4. September 2012 veröffentlichte er das erste Let’s Play auf seinen YouTube-Kanal zum Spiel Orcs Must Die!. Anlässlich des 100.000ten Abonnenten veröffentlichte Schmitt auf seinem YouTube-Kanal den von ihm produzierten Kurzfilm Fortbildung Elf. Der typische Slogan zu SgtRumpel, beispielsweise auf seinem YouTube-Kanal, seiner Facebook-Seite oder seiner Website, lautet „Stehen Sie bequem!“.
Am 1. März 2013 trat Schmitt zusammen mit anderen Vertretern des Let's-Play-Genres in dem von MyVideo organisierten Livestream Last Man Standing auf, in dem er mit seinem Team gegen PietSmiet's Hard Reset über acht Stunden verschiedene Computerspiele spielte. Der Livestream hatte insgesamt mehr als eine Million Zuschauer. Moderiert wurde diese Sendung von Nela Panghy-Lee.
Am 30. November 2013 wurde Last Man Standing als Last Man Standing 2 fortgesetzt. Erneut trat er mit seinem Team, bestehend aus Gronkh, Sarazar, DebitorLP, Fabian Siegismund und David Hain, gegen das PietSmiet-Team an. Im Gegensatz zur ersten Sendung gab es Zuschauer, die als Wildcard-Gewinner für ihr bevorzugtes Team an der Show teilnehmen konnten. Diese Ausgabe wurde ebenfalls von Lee moderiert, unterstützt von Daniel Budiman und Simon Krätschmer. Der Livestream wurde auf MyVideo.de ausgestrahlt.
Im Juli 2014 gründete er seinen Twitch-Kanal. Unterstützt wurde er in der Anfangszeit von seinen Freunden o_Ossel / Osselminator und Silbernitrat, die zuvor schon auf YouTube in einigen Let’s-Play-Videos von Schmitt mitwirkten. In der Regel erfolgte der Stream jeden Donnerstag Abend. Die Streams wurden von Schmitt aufgezeichnet und später auf seinem YouTube-Kanal hochgeladen.
Anlässlich seines 2000. Videos auf YouTube lud Schmitt auf seinem Kanal ein Video hoch, in dem er ein Fazit seiner zweieinhalb Jahre auf YouTube veröffentlicht. Des Weiteren zog er auch Konsequenzen. So teilte er mit, dass er seine Let's-Play-Aktivitäten beschränken möchte und sich auf seinen Twitch-Stream konzentrieren möchte. Außerdem kündigte er eine neue Rubrik namens Unnawegs an, in der er Reisevideos oder kurze Reportagen über aktuelle Anlässe veröffentlichte. Das erste dieser Videos erschien am 24. August 2015, das letzte Video am 18. September 2017.
Auf der Gamescom 2015 folgte die Sendung Last Man Standing 3 unter dem Motto Generations. Dieses basiert darauf, dass YouTuber der vorherigen Last Man Standing-Ausgaben wie Gronkh oder PietSmiet nicht teilnahmen, dafür eine Reihe junger, aufstrebender YouTuber wie HandOfBlood. Moderiert wurde die Sendung von Fabian Siegismund und David Hain. Eine Änderung zu den vorherigen Sendung war das Einbinden eines Studio-Publikums. Der Livestream wurde erneut auf MyVideo.de ausgestrahlt.
Anfang Februar 2016 erreichte der Kanal SgtRumpel 200.000 Abonnenten. Zudem knackte der Kanal die Marke von 25 Millionen Aufrufen. Von Mitte Oktober 2016 bis 2019 erscheint mit Feierabend ein Format, das quasi eine spontane und abgespeckte Version von Unnawegs darstellte. Die VLogs wurden während einer Motorradfahrt aufgenommen. Außerdem kommentierte Schmitt die Szenerie oder sprach gezielt Themen an.
Im August 2018 gab Schmitt auf seiner Website bekannt, seine regelmäßige Tätigkeit auf der Streaming-Plattform Twitch einzustellen. Nachdem er schon zuvor den Let’s-Play-Genre auf seinem YouTube-Kanal drastisch reduzierte beziehungsweise einstellte, war mit dem Ausstieg von Twitch die Entkoppelung von Let’s Play und Live-Entertainment abgeschlossen. Mit Âlendia, YouTube und seinem Blog auf seiner Website, bietet er ein neues Produkt-Portfolio an. Außerdem wurden auf Youtube die Formate Unnawegs und Feierabend eingestellt.
Im Oktober 2019 präsentierte er auf YouTube seine neue Internetseite Fabelbaum, wo Hörbücher und Geschichten entstehen. Er spricht unter anderen die Hörspiele zu Die Steampunk-Chroniken von Stefan Holzhauer ein. Im August 2024 gab er bekannt, auf seinem YouTube-Kanal mit dem Format „AUSVLOG“ (Kofferwort aus Ausflug und Vlog), thematisch eine Mischung aus einem Vlog und einen Podcast, starten zu wollen. Das erste Video der Reihe erschien am 16. August 2024.
Die Abonnentenzahlen seines YouTube-Kanals sind rückläufig. So verzeichnete der Kanal gegen Ende des Jahres 2021 nur noch knapp 179.000 Abonnenten, Mitte 2023 knapp 173.000 Abonnenten.

## Filmografie
- 2004: Der Ton macht die Musik (Regie)
- 2004: Hallo Zora (Regie)
- 2005: In die Ferne schreiben (Kompositionen)
- 2006: Living Legacy (Regie, Kompositionen)
- 2006: Gideon der Schreiber (Regie)
- 2007: Doppelzimmer (Ton)
- 2008: Agridulce
- 2008: Code 21 (Kapitel Trieb) (Regie, Drehbuch)
- 2008: Und wenn wir dann im Himmel sind (Schnitt)
- 2008: Die Regierungsmaßnahme (Regie, Drehbuch)
- 2010: Fortbildung Elf (Regie, Drehbuch)

### Musikvideos
- 2006: Counterweight – Heaven Shall Burn (Regie)
- 2007: Was Dir fehlt ist ein Herz – Meri Voskanian (Regie)

### Fernsehauftritte
- 2014: Galileo

## Diskografie
- 2013: Elektrotitte (5000 Volt) – Die Superhomies (Gronkh & Sarazar) feat. Circle of Alchemists
- 2014: Ode an Dich – SgtRumpel feat. Circle of Alchemists (als Circle of Bequemlichkeit)
- 2017: Looterkings: A Journey of Four (Original Soundtrack)

## Bibliografie
- Alendia: Legenden aus dem ersten Jahr nach dem Fall des dritten Mondes. Nova MD, Vachendorf 2019, ISBN 978-3-96443-124-0
- Godmode. Der Videospiel-Prophet. Droemer Knaur, München 2023, ISBN 978-3-426-22794-7
- Die invasive Art: Ein Science-Fiction-Thriller. Droemer Knaur, München 2024, ISBN 978-3-426-53048-1